# Radvanovce
Radvanovce este o comună slovacă, aflată în districtul Vranov nad Topľou din regiunea Prešov. Localitatea se află la altitudinea de 276 m deasupra n.m., se întinde pe o suprafață de 4,81 km2 și în 2017 număra 214 locuitori.

## Istoric
Localitatea Radvanovce este atestată documentar din 1349.

## Demografie
| An:                | 1994 | 2004   | 2014    | 2024   |
| ------------------ | ---- | ------ | ------- | ------ |
| Număr de persoane: | 176  | 190    | 211     | 213    |
| Diferență:         |      | +7,95% | +11,05% | +0,94% |

| An:                | 2023 | 2024   |
| ------------------ | ---- | ------ |
| Număr de persoane: | 215  | 213    |
| Diferență:         |      | −0,93% |